# فيليب روزنتال (رائد أعمال)
فيليب روزنتال (بالألمانية: Philipp Rosenthal)‏ هو رائد أعمال ألماني، ولد في 6 مارس 1855 في Werl ‏ في ألمانيا، وتوفي في 30 مارس 1937 في بون في ألمانيا.